# Who’s Gonna Ride Your Wild Horses
Who's Gonna Ride Your Wild Horses to piosenka rockowej grupy U2, pochodząca z jej wydanego w 1991 roku albumu, Achtung Baby. W 1992 roku utwór został wydany jako piąty, a zarazem ostatni singel promujący tę płytę.

## Lista utworów

### Wersja 1
1. "Who's Gonna Ride Your Wild Horses" (edycja The Temple Bar) (3:54)
2. "Paint It Black" (3:22)

Wydanie singla na 7" w Wielkiej Brytanii.

### Wersja 2
1. "Who's Gonna Ride Your Wild Horses" (edycja The Temple Bar) (3:54)
2. "Paint It Black" (3:22)
3. "Fortunate Son" (2:39)
4. "Who's Gonna Ride Your Wild Horses" (The Temple Bar Remix) (4:49)

Wydanie singla na 12" i CD. Wydanie na kasecie nie zawierało "Who's Gonna Ride Your Wild Horses" (The Temple Bar Remix).

### Wersja 3
1. "Who's Gonna Ride Your Wild Horses" (edycja The Temple Bar) (3:54)
2. "Paint It Black" (3:22)
3. "Salomé" (Zooromancer Remix) (8:02)
4. "Can't Help Falling in Love" (Triple Peaks Remix) (4:34)

Wydanie singla na CD w Wielkiej Brytanii, Francji i Australii.

## Pozycje na listach
| Rok  | Kraj/Lista                                 | Pozycja |
| ---- | ------------------------------------------ | ------- |
| 1992 | Stany Zjednoczone (Mainstream Rock Tracks) | #2      |
| 1992 | Stany Zjednoczone (Modern Rock Tracks)     | #7      |
| 1992 | Australia (ARIA Charts)                    | #9      |
| 1992 | Wielka Brytania (UK Singles Chart)         | #14     |
| 1992 | Kanada                                     | #26     |
| 1992 | Stany Zjednoczone (Top 40 Mainstream)      | #28     |
| 1992 | Stany Zjednoczone (Billboard Hot 100)      | #35     |

## Covery
- Utwór został wykonany przez orkiestrę Royal Philharmonic Orchestra i znalazł się na jej albumie "Pride: The Royal Philharmonic Orchestra Plays U2" z 1999 roku.
- Wersja grupy Apoptygma Berzerk została zamieszczona na jej albumie z 2006 roku, "Sonic Diary".